# 연천중학교 (부산)
연천중학교(蓮泉中學校)는 대한민국 부산광역시 연제구 연산동에 있는 공립 중학교이다.

## 학교 연혁
- 1982년 12월 27일 : 연천중학교 설립 인가 (30학급)
- 1983년 3월 1일 : 초대 조우식 교장 취임
- 1983년 3월 5일 : 개교 및 제1회 입학식(10학급 644명)
- 1986년 2월 14일 : 제1회 졸업식 (졸업생 642명)
- 2002년 3월 1일 : 남녀공학으로 변경
- 2004년 11월 20일 : 교사 별관 신축(모둠실 2실, 일반교실 2실, 실내씨름장)
- 2009년 2월 28일 : 영어전용교실 구축, 보건실 및 방송실 리모델링, 과학실 현대화 사업
- 2009년 3월 1일 : 교원 능력개발 평가 연구학교
- 2017년 1월 20일 : 진로활동실 구축
- 2023년 3월 2일 : 생태학습형 학교 텃밭 조성 및 환경생태학교 운영
- 2023년 7월 17일 : 차세대 컴퓨터실 및 지능형 과학실 구축
- 2024년 9월 1일 : 제16대 정성아 교장 취임
- 2025년 1월 2일 : 제40회 졸업식(142명, 누계 14,853명)
- 2025년 3월 4일 : 제43회 입학식(140명)

## 참고 자료
- 연천중학교 - 한국교육학술정보원 학교알리미